# Pfirsich Melba

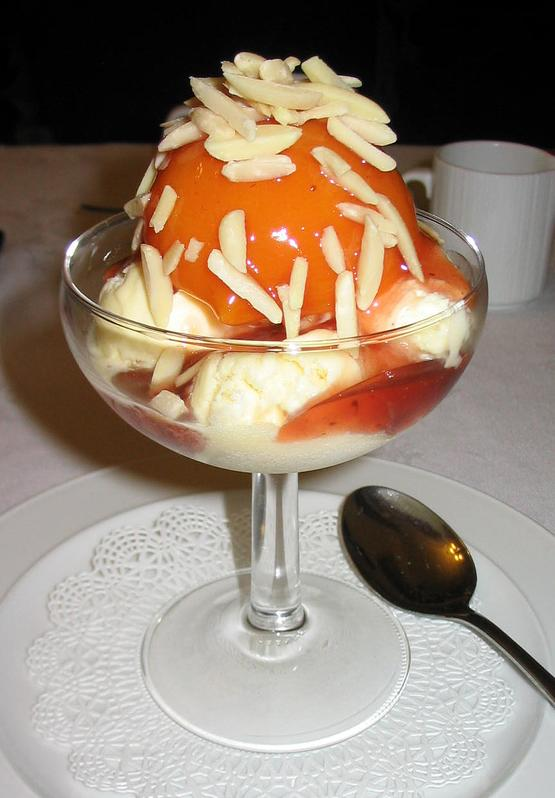
Pfirsich Melba

Pfirsich Melba (englisch Peach Melba, französisch Pêche Melba) ist eine Eisspeise, die Auguste Escoffier der australischen Sängerin Nellie Melba widmete, die von 1892 bis 1893 am Londoner Royal Opera House gastierte. Angeblich wurde dieser Eisbecher zu diesem Anlass erfunden. Escoffier kreierte damals ein Dessert für Melba, indem er pochierte Pfirsiche auf Vanilleeis setzte, serviert in einem aus einem Eisblock geschnitzten Schwan. Der Schwan bezog sich auf Wagners Oper Lohengrin, in der Nellie Melba brillierte. Zu diesem Zeitpunkt wurde das Dessert – auch von Escoffier – noch nicht Pfirsich Melba genannt. Unter dem Namen Peach Melba servierte er das Dessert erstmals zur Eröffnung des Hotels Carlton in London im Juli 1899.
Zur Zubereitung wird pro Portion ein halber geschälter Pfirsich in Läuterzucker pochiert, in einer Sektschale auf Vanilleeis gesetzt und mit Himbeerpüree überzogen. Häufig wird es mit Schlagsahne dekoriert und mit Waffeln serviert.
Mittlerweile trägt die pürierte Himbeersauce auch den Namen Sauce Melba.
Nach Pfirsich Melba ist auch die Farbe Melba benannt, ein pfirsichfarbener Ton.
Auch der Melba-Toast gilt als Kreation Escoffiers für Melba.